# Mutimir, srpski župan
Mutimir (860. – 890.) je nasljednik i sin župana Vlastimira. On je sa svojom braćom Strojimirom i Gojenikom uspješno odbio novi bugarski napad na Srbiju za vrijeme Borisa (852. – 888.), kada Bugarska počinje jačati, ali je i Srbija (Raška) postala dosta snažna država. Za vrijeme župana Mutimira izvršeno je "Krštenje Srbije" 879. godine. Sva srpska plemena bila su objedinjena u "novoj kršćanskoj veri".